# ILembe
iLembe (officieel iLembe District Municipality) is een district in Zuid-Afrika.
iLembe ligt in de provincie KwaZoeloe-Natal en telt 606.809 inwoners.

## Gemeenten in het district[4]
- KwaDukuza
- Mandeni
- Maphumulo
- Ndwedwe